# Kfar Ma'as
Kfar Ma'as nebo jen Ma'as (hebrejsky כְּפַר מַעַשׂ, doslova „Vesnice činu“, v oficiálním přepisu do angličtiny Ma'as) je vesnice typu mošav v Izraeli, v Centrálním distriktu, v Oblastní radě Drom ha-Šaron.

## Geografie
Leží v nadmořské výšce 55 metrů v hustě osídlené a zemědělsky intenzivně využívané pobřežní nížině, nedaleko od jižního okraje Šaronské planiny.
Obec se nachází 12 kilometrů od břehu Středozemního moře, cca 12 kilometrů východně od centra Tel Avivu a cca 82 kilometrů jihojihozápadně od centra Haify. Leží v silně urbanizovaném území, v kterém je zachován jen malý fragment původní zemědělské krajiny, jenž je na severu sevřen městem Petach Tikva a na jihu městem Ganej Tikva. Kfar Ma'as obývají Židé, přičemž osídlení v tomto regionu je etnicky převážně židovské.
Kfar Ma'as je na dopravní síť napojen pomocí místních komunikací v rámci aglomerace Petach Tikva. Východně od mošavu probíhá dálnice číslo 40.

## Dějiny
Kfar Ma'as byl založen v roce 1935. Vznikl roku 1943 sloučením dvou samostatných vesnic: Kfar ha-Jovel (כפר היובל) vzniklé roku 1934 a Behadraga (בהדרגה) založené roku 1935. Šlo o součást širšího programu Hitjašvut ha-Elef (התיישבות האלף), který měl za cíl urychlit zřizování menších zemědělských osad, které by pomohly utvořit územně kompaktní bloky židovského osídlení v tehdejší mandátní Palestině.
Před rokem 1949 měl mošav Behadraga rozlohu katastrálního území 500 dunamů (0,5 kilometru čtverečního). Správní území nynější obce dosahuje v současnosti cca 2200 dunamů (2,2 kilometry čtvereční). Místní ekonomika je zčásti založena na zemědělství (pěstování citrusů, jahod, brambor, melounů, rajčat a další zeleniny, chov drůbeže).
Ve vesnici žil izraelský básník Natan Jonatan, jenž patřil mezi zakladatele mošavu. Žije tu spisovatelka Dvora Omer.

## Demografie
Podle údajů z roku 2014 tvořili naprostou většinu obyvatel v Kfar Ma'as Židé (včetně statistické kategorie "ostatní", která zahrnuje nearabské obyvatele židovského původu ale bez formální příslušnosti k židovskému náboženství).
Jde o menší obec vesnického typu s dlouhodobě rostoucí populací. K 31. prosinci 2014 zde žilo 828 lidí. Během roku 2014 populace stoupla o 0,2 %.
| Rok            | 1948 | 1961 | 1972 | 1983 | 1995 | 2001 | 2003 | 2004 | 2005 | 2006 | 2007 | 2008 | 2009 | 2010 | 2011 | 2012 | 2013 | 2014 |
| -------------- | ---- | ---- | ---- | ---- | ---- | ---- | ---- | ---- | ---- | ---- | ---- | ---- | ---- | ---- | ---- | ---- | ---- | ---- |
| Počet obyvatel | 291  | 498  | 460  | 547  | 564  | 639  | 655  | 652  | 682  | 710  | 720  | 732  | 848  | 818  | 769  | 783  | 826  | 828  |